# Bildwinkel

Horizontaler Bildwinkel, vertikaler Bildwinkel und diagonaler Bildwinkel

Als Bildwinkel wird in der Fotografie derjenige Winkel im Bildraum bezeichnet, der durch die Ränder des Aufnahmeformats begrenzt wird. Beim üblichen rechteckigen Bildformat ist mit Bildwinkel in der Regel der zur Bilddiagonale gehörende Wert gemeint. Horizontaler und vertikaler Bildwinkel sind kleiner und in voller Länge als horizontaler Bildwinkel beziehungsweise vertikaler Bildwinkel zu bezeichnen. Bei üblicherweise größerer Breite und kleinerer Höhe ist der vertikale Bildwinkel der kleinste und der diagonale der größte der drei Winkel.
Außer durch das Bildformat – Höhe {\displaystyle h}, Breite {\displaystyle b} bzw. Diagonale {\displaystyle d} des Bilds – wird der Bildwinkel {\displaystyle \textstyle \alpha } im Wesentlichen nur noch durch die aktuelle Brennweite {\displaystyle \textstyle f} des Kameraobjektivs bestimmt. Die nachstehende Formel liefert dementsprechend den diagonalen Bildwinkel bei Einstellung des Objektivs auf „unendlich“ {\displaystyle (\infty )}:
{\displaystyle \alpha _{d}=2\cdot \arctan \left({\frac {d}{2\cdot f}}\right)}
Bei Abbildung näherer Gegenstände dagegen wird die Bildweite {\displaystyle b} größer als {\displaystyle f}, wodurch sich der Bildwinkel {\displaystyle \textstyle \alpha } entsprechend verkleinert.
Gemäß der Formel kann der Bildwinkel maximal 180° betragen, denn der Wertebereich der Arkustangensfunktion wird von −90° und +90° begrenzt. Fischaugenobjektive besitzen dennoch einen über 180° hinausreichenden Bildwinkel, erzeugen aber keine kollineare Abbildung, d. h., gerade Linien werden gekrümmt abgebildet, so dass die Formel für den Bildwinkel hier nicht angewendet werden kann. Bei Objektiven mit ausgeprägten Verzeichnungen muss die dem Aufnahmeformat entsprechende lokale Brennweite des Objektivs an den Rändern bzw. Ecken des Aufnahmeformates eingesetzt werden. Sonst gilt die Formel uneingeschränkt für kollinear abbildende Objektive mit bildwinkelunabhängiger Brennweite.

## Richtungsabhängigkeit
Außer bei einem kreisförmigen Aufnahmeformat hängt die Größe des Bildwinkels von der Richtung – in Bezug auf die Horizontale des Aufnahmemediums – ab, in der er ermittelt wird.
Die besondere Bedeutung des diagonalen Bildwinkels liegt darin, dass die Diagonale eines Rechtecks seiner größten Ausdehnung entspricht. Somit ist bei gegebener Brennweite und Aufnahmeformat der diagonale auch stets der größte Bildwinkel.
Die Richtung des jeweiligen Bildwinkels gegenüber der Horizontalen ist beim
- horizontalen Bildwinkel: {\displaystyle 0^{\circ }} bzw. {\displaystyle 180^{\circ }}
- vertikalen Bildwinkel: {\displaystyle \pm 90^{\circ }}
- diagonalen Bildwinkel: {\displaystyle \textstyle \pm \arctan {\frac {{\text{Hö}}\;\!\!{\text{he}}}{\text{Breite}}}}

Beim Vergleich von verschiedenen Aufnahmeformaten ist deshalb zu beachten, dass sich die diagonalen Bildwinkel der beiden Formate in ihrer Richtung unterscheiden können. Ein Vergleich anhand des diagonalen Bildwinkels ist nur aussagekräftig, wenn die zu vergleichenden Aufnahmeformate in etwa die gleichen Seitenverhältnisse aufweisen.
Durch Zuschneiden des ausbelichteten Bildes oder durch Beschränkung des Aufnahmeformates bei der Aufnahme durch Masken vor der Bildebene können beliebig geformte Aufnahmeformate realisiert werden.
In diesem Fall bezieht man sich bei der Angabe des Bildwinkels auf ein gedachtes Rechteck, dass das tatsächliche Aufnahmeformat gerade noch umschreibt.
Ein Spezialfall ist das kreisförmige Aufnahmeformat, hier ist der Bildwinkel von der Richtung unabhängig und konstant. Das trifft auch auf den (kreisförmigen) Bildkreis zu.

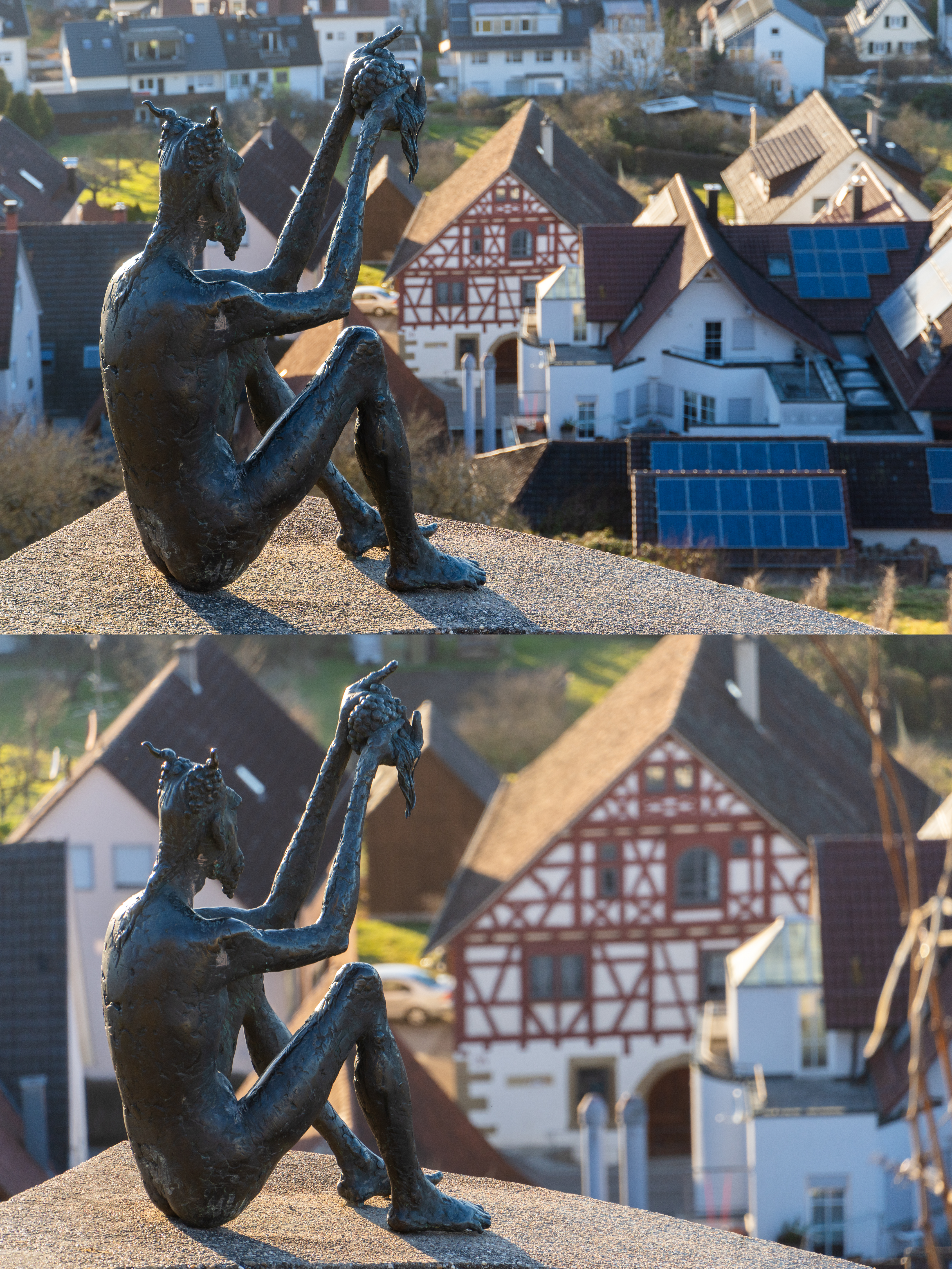
Dasselbe Motiv mit zwei verschiedenen Brennweiten (oben 61 mm; unten 135 mm)

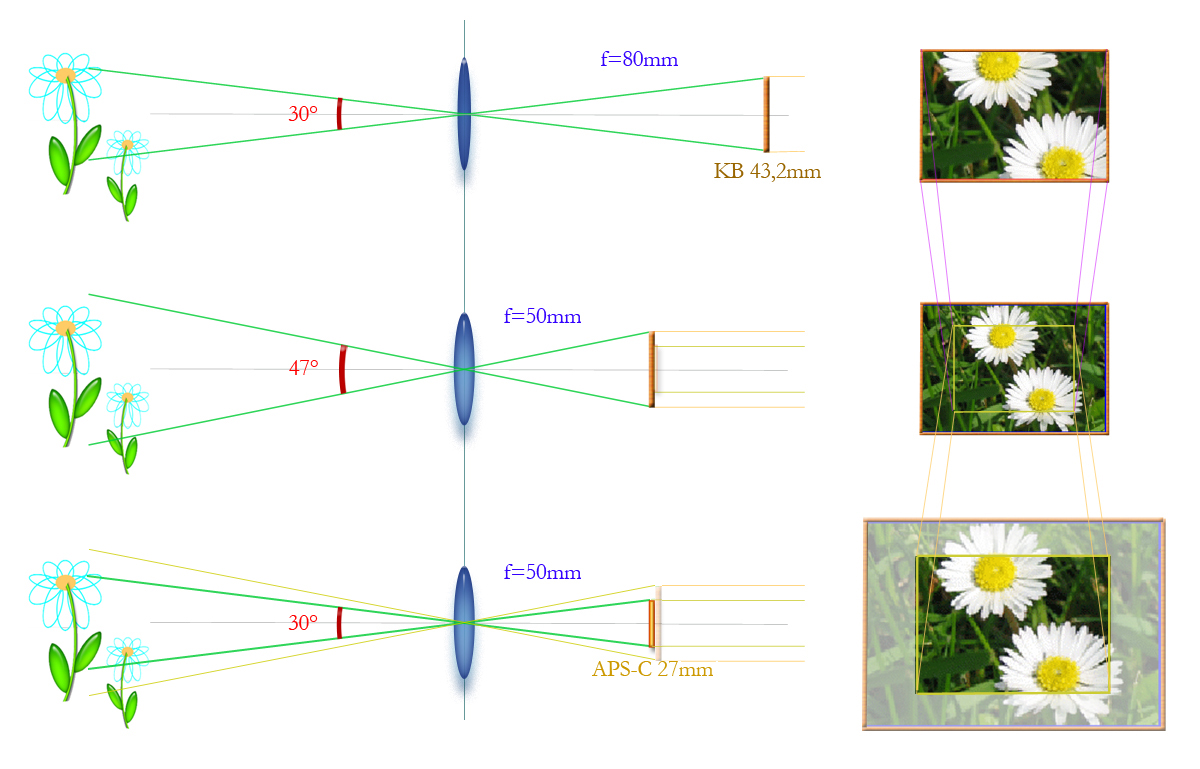
Bildwinkel und Sichtfeld. Zur Veranschaulichung ist hier nur der vertikale Bildwinkel dargestellt

## Sichtfeld
Als Sichtfeld (engl. field of view, FOV) wird derjenige Bereich im Objektraum bezeichnet, der vom horizontalen und vertikalen Bildwinkel aufgespannt wird.

## Maximal erreichbarer Bildwinkel
Bei einer einzelnen Sammellinse oder einer Lochblende kann der maximale Bildwinkel theoretisch bis zu 180° betragen. Bei Objektiven aber muss das Licht nacheinander mehrere Öffnungen durchtreten, die als Blenden wirken. Dazu zählen auch die Linsen bzw. ihre Fassungen. Somit ist der nutzbare Bildwinkel eingeschränkt. Abbildungsfehler können den tatsächlich sinnvoll nutzbaren Bildwinkel noch weiter einschränken. Spezielle Objektivkonstruktionen wie z. B. Fischaugenobjektive können dennoch Bildwinkel von 180° – oder sogar darüber hinaus – abbilden.
Der maximal erreichbare Bildwinkel {\displaystyle \textstyle \omega } eines Objektivs wird in den technischen Daten angegeben. Aus ihm ergibt sich die Diagonale des größten nutzbaren Aufnahmeformates:
{\displaystyle d_{\mathrm {max} }=2\cdot f\cdot \tan \left({\frac {\omega }{2}}\right)}
Der Bildkreisdurchmesser entspricht der Diagonalen {\displaystyle \textstyle d_{\text{max}}} des größten nutzbaren Aufnahmeformates.

## Normaler Blickwinkel und Normalbrennweite eines Fotoobjektivs
Für den Blick- oder Sehwinkel mit natürlichem Eindruck, den man von der Szene hat, werden Werte zwischen 40° und 55° angegeben. Die Betrachtung von Fotos führt zum gleichen Eindruck, wenn sie mit gleich großem Bildwinkel aufgenommen wurden. Als Faustformel gilt, dass die Brennweite des Objektivs ungefähr gleich groß wie die Diagonale des Bildformats sein soll ({\displaystyle f\approx d_{\mathrm {max} }}). Unter dieser Voraussetzung ergibt sich ein Bildwinkel von etwa 53°:
{\displaystyle \alpha =2\cdot \arctan \left({\frac {1}{2}}\right)=53{,}13^{\circ }}
Die dazu passende Normalbrennweite {\displaystyle f_{\mathrm {N} }} für das Kleinbildformat von 36 mm × 24 mm wäre:
{\displaystyle f_{\mathrm {N} }=d=\mathrm {({\sqrt {{36^{2}}+{24^{2}}}})\,mm=43{,}3\,\mathrm {mm} } }
Eingebürgert hat sich aber die Kleinbild-Brennweite {\displaystyle f_{\mathrm {N} }=50\,\mathrm {mm} }, wodurch der Bildwinkel {\displaystyle \alpha _{d}} in den oben genannten Bereich zwischen 40° und 55° fällt:
{\displaystyle \alpha _{d}=2\arctan {\frac {d}{2f_{\mathrm {N} }}}=2\arctan {\frac {43{,}3}{2\times 50}}\approx 46{,}8^{\circ }}  diagonaler Bildwinkel
Die beiden anderen Bildwinkel sind:
{\displaystyle \alpha _{h}=2\arctan {\frac {h}{2f_{\mathrm {N} }}}=2\arctan {\frac {36}{2\times 50}}\approx 39{,}6^{\circ }} horizontaler Bildwinkel,
{\displaystyle \alpha _{v}=2\arctan {\frac {v}{2f_{\mathrm {N} }}}=2\arctan {\frac {24}{2\times 50}}\approx 27{,}0^{\circ }} vertikaler Bildwinkel.
Bei einem anderen Bildseitenverhältnis als beim Kleinbildfilm ergeben sich für den horizontalen und vertikalen Bildwinkel andere Verhältnisse. Daher wird zum Vergleichen verschiedener Abbildungen in der Regel auf den Diagonalwinkel zurückgegriffen, da sich dieser unabhängig vom Bildseitenverhältnis immer auf den maximalen Bildkreis bezieht. Bei einem Bildwinkel von 46,8° ergibt sich für unendliche Gegenstandsweiten unabhängig vom Bildseitenverhältnis immer eine Bilddiagonale, die um rund 13,5 % kleiner ist als die Brennweite.
Ein Weitwinkel-Objektiv hat einen deutlich größeren, ein Teleobjektiv einen deutlich kleineren Bildwinkel als den normalen Blickwinkel.
Der relative Abbildungsmaßstab bezieht den tatsächlichen Abbildungsmaßstab einer optischen Abbildung auf den Abbildungsmaßstab bei der Normalbrennweite des jeweiligen optischen Systems.

## Sehwinkel
Analog zum Bildwinkel definiert man objektseitig den Sehwinkel {\displaystyle \textstyle \beta } als
{\displaystyle \beta =2\cdot \arctan \left({\frac {l}{2\cdot g}}\right)}
wobei {\displaystyle \textstyle l} für die horizontale, vertikale bzw. diagonale Ausdehnung des abzubildenden Objekts und {\displaystyle \textstyle g} für die Entfernung des Objektes (genauer: für die Gegenstandsweite) steht.
Der Sehwinkel (auch scheinbare Größe) beschreibt, unter welchem Winkel ein Objekt bei gegebener Ausdehnung und Entfernung erscheint.
Anschaulich kann man sich den Sehwinkel durch Umkehrung des Strahlengangs vorstellen.
Um ein Objekt auf dem Aufnahmemedium vollständig abbilden zu können, darf der horizontale und vertikale Bildwinkel nicht kleiner sein als der entsprechende Sehwinkel, es muss also gelten:
{\displaystyle {\frac {d_{\text{v;h}}}{f}}\geq {\frac {l_{\text{v;h}}}{g}}}
Soll ein Motiv im Nahbereich und mit einer Optik mit großem Öffnungswinkel hinreichend scharf abgebildet werden, so muss die Gegenstandsweite auch beim Bildwinkel mit einbezogen werden (siehe Abschnitt Makrofotografie). Der effektive Bildwinkel darf nicht kleiner als der entsprechende Sehwinkel werden:
{\displaystyle {\frac {d_{\text{v;h}}}{f}}-{\frac {d_{\text{v;h}}}{g}}\geq {\frac {l_{\text{v;h}}}{g}}}

## Bildwinkel und Sehwinkel in der Fotografie

Ändert man das Aufnahmeformat und die Brennweite um denselben Faktor, so ändert sich der Bildwinkel (hier 69°) nicht.

Bildwinkel und Sehwinkel zählen zu den wichtigsten fotografischen Gestaltungsmitteln, wobei ersterer ausschließlich von der Brennweite des verwendeten Objektivs sowie dem Aufnahmeformat der Kamera, letzterer dagegen allein von Größe und Entfernung des zu fotografierenden Objekts abhängt.
Dementsprechend kann der Fotograf, wenn er den Bildwinkel ändern will, dies entweder durch Änderung der Brennweite, also z. B. mit Hilfe von Wechselobjektiven, Konvertern oder aber durch Verwendung eines Zoomobjektivs tun, alternativ aber auch durch Wahl eines anderen Aufnahme-, d. h. Sensor- oder Aufnahmeformats, nachträgliches Beschneiden der Aufnahme bzw. das Zusammenfügen mehrerer Einzelaufnahmen (Stitching) zu einem Gesamtbild.
Ändert man das Aufnahmeformat {\displaystyle \textstyle d} und die Brennweite {\displaystyle \textstyle f} um denselben Formatfaktor {\displaystyle \textstyle x}, so ändert sich der Bildwinkel {\displaystyle \textstyle \alpha } nicht. Dieser Zusammenhang ergibt sich direkt aus der Definition des Bildwinkels:
{\displaystyle \alpha =2\cdot \arctan \left({\frac {d}{2\cdot f}}\right)=2\cdot \arctan \left({\frac {d\cdot x}{2\cdot f\cdot x}}\right)}
Der Sehwinkel dagegen lässt sich nur durch Veränderung der Größe bzw. Entfernung des aufzunehmenden Objekts beeinflussen. So wird etwa in der Tricktechnik und Architektur-Fotografie der Sehwinkel dadurch abgewandelt, dass man statt des abzubildenden Objektes – z. B. eines Gebäudes oder architektonischen Details – ein verkleinertes (oder vergrößertes) Modell desselben fotografiert oder filmt. Die Größe „realer“ Objekte dagegen lässt sich normalerweise nicht beeinflussen – hier bleibt dem Fotografen daher meist nur die Möglichkeit, eine andere Entfernung zum Objekt zu wählen, scherzhaft auch als „Fuß-Zoom“ bezeichnet.

### Beispieltabelle
| Brennweite / mm | Bildwinkel APS-C / Grad | Bildwinkel Vollformat / Grad | Bildwinkel APS-C / rad | Bildwinkel Vollformat / rad |
| 0               | nicht definiert         | nicht definiert              | nicht definiert        | nicht definiert             |
| 1               | 171,5                   | 174,7                        | 2,9926                 | 3,0493                      |
| 5               | 139,1                   | 154,0                        | 2,4273                 | 2,6877                      |
| 10              | 106,5                   | 130,4                        | 1,8594                 | 2,2762                      |
| 20              | 67,6                    | 94,5                         | 1,1806                 | 1,6500                      |
| 30              | 48,1                    | 71,6                         | 0,8402                 | 1,2502                      |
| 40              | 37,0                    | 56,8                         | 0,6465                 | 0,9922                      |
| 50              | 30,0                    | 46,8                         | 0,5237                 | 0,8173                      |
| 60              | 25,2                    | 39,7                         | 0,4395                 | 0,6926                      |
| 70              | 21,7                    | 34,4                         | 0,3783                 | 0,5999                      |
| 80              | 19,0                    | 30,3                         | 0,3319                 | 0,5286                      |
| 100             | 15,3                    | 24,4                         | 0,2664                 | 0,4264                      |
| 200             | 7,7                     | 12,4                         | 0,1338                 | 0,2157                      |
| 1000            | 1,5                     | 2,5                          | 0,0268                 | 0,0433                      |
| 10000           | 0,15                    | 0,25                         | 0,0027                 | 0,0043                      |
| 100000          | 0,02                    | 0,02                         | 0,0003                 | 0,0004                      |

## Makrofotografie
Die Definition des Bildwinkels bezieht sich auf die Brennebene. Diese fällt aber nicht notwendigerweise mit der Bildebene zusammen. Soll ein Gegenstand in kurzer Entfernung noch scharf auf einem Film oder einer Mattscheibe abgebildet werden, muss entweder abgeblendet oder die Bildebene nach hinten verschoben werden. Ist die Gegenstandsweite nicht größer als die doppelte Brennweite, so spricht man von Makrofotografie.
Um den effektiven Bildwinkel – bezogen auf die Bildebene – im Nahbereich zu erhalten, muss man anstelle der Brennweite die Bildweite {\displaystyle \textstyle b} in die Definition einsetzen, also
{\displaystyle \alpha _{\text{eff}}=2\cdot \arctan \left({\frac {d}{2\cdot b}}\right).}
Durch die Brennweite {\displaystyle \textstyle f} und Gegenstandsweite {\displaystyle \textstyle g} ausgedrückt ergibt sich gemäß der Linsengleichung:
{\displaystyle \alpha _{\text{eff}}=2\cdot \arctan \left({\frac {d}{2\cdot f}}-{\frac {d}{2\cdot g}}\right)=2\cdot \arctan \left({\frac {d}{2}}\cdot \left({\frac {1}{f}}-{\frac {1}{g}}\right)\right).}
Anmerkung:

Ähnliches gilt auch für andere grundlegende Definitionen in der Fotografie. Im Makrobereich spricht man daher auch analog von effektiver Blende bzw. effektiver Lichtstärke, effektiver Vergrößerung oder auch effektiver Belichtungszeit, die sich jeweils durch Ersetzen der Brennweite durch die Bildweite ergeben.